# مهدي خلاتي
مهدي خلاتي  (1991 المغرب) هو لاعب كرة قدم مغربي.

## روابط خارجية
- مهدي خلاتي على موقع الاتحاد الدولي (مؤرشف)  (الإنجليزية)
- مهدي خلاتي على موقع قاعدة بيانات كرة القدم.إي يو (الإنجليزية)
- مهدي خلاتي على موقع AS.com (الإسبانية)